# TASS

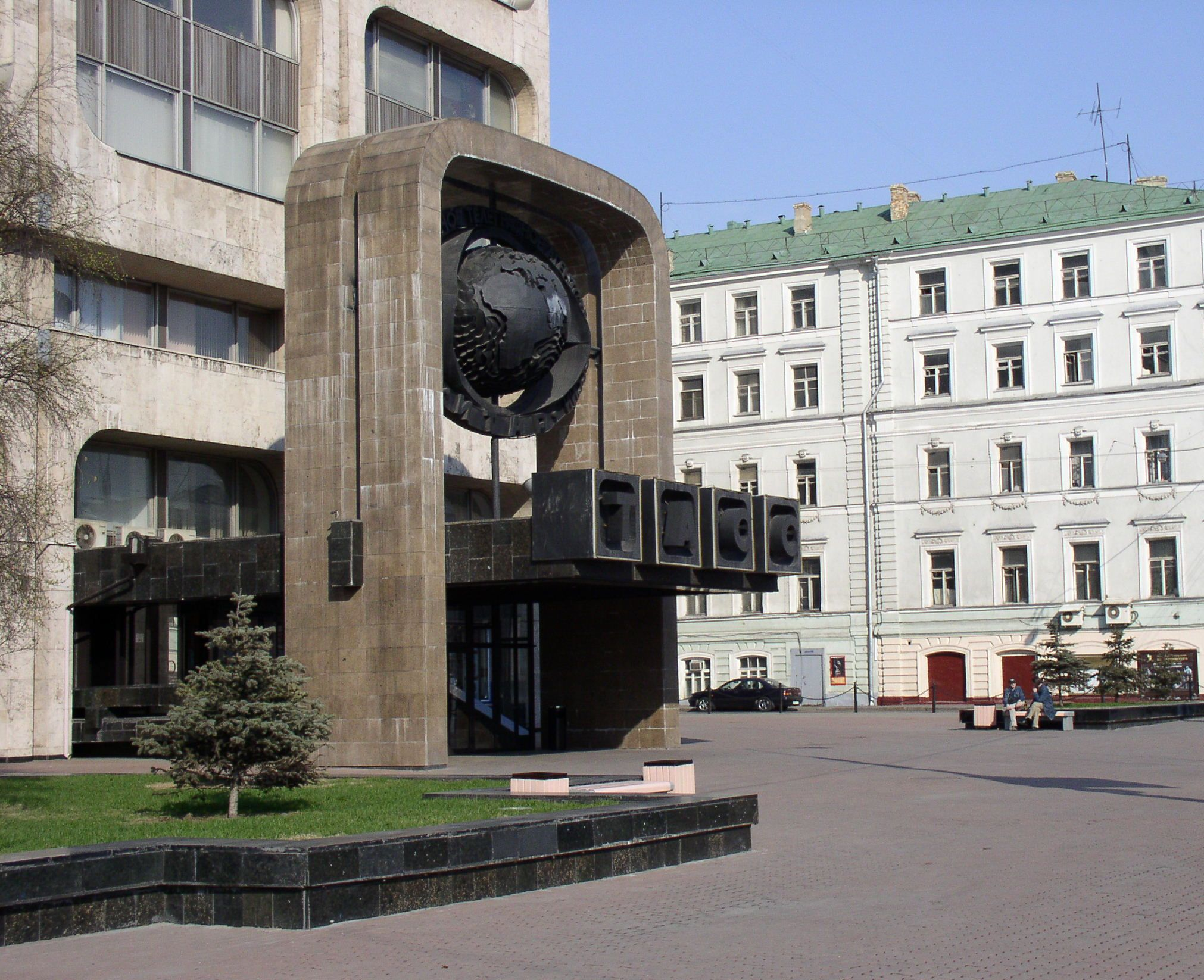
Sediul TASS din Moscova

Agenția informațională a Rusiei TASS (în rusă Информационное агентство России ТАСС, Informaționnoe agentstvo Rossii TASS), anterior numită ITAR-TASS (rusă Информационное телеграфное агентство России, ИТАР-ТАСС), este principala agenție de presă din Rusia, cu sediul în Moscova. Ea luat ființă în anul 1902, este deținută de Guvernul Rusiei și are 70 de oficii în Rusia și CSI și 68 de birouri în străinătate.